# 間柴久美
間柴 久美（ましば くみ）は、森川ジョージの漫画作品及びそれを原作とするアニメ『はじめの一歩』に登場する架空の人物。

## 概要
一歩とは両想いだが、恋愛ごとに鈍感な彼と気持ちが噛み合わず、なかなか恋仲に発展出来ないでいる。兄はプロボクサーの間柴了。兄に似ず朗らかで、一人でいると周囲の男性の注目を集めるほどの美人。生年月日は1974年3月21日。牡羊座のO型。一人称は「私」。
基本的に変人・奇人が多い本作における数少ない常識的な思考の持ち主で、一歩を含めたボクサーやボクシングファン達の奇行や暴走に狼狽し腹を立てることが多い。また、彼らの問題行動の被害に遭うこともある。ゲーム「ぽかぽかモンスター」に出てくるキャラクターのハゲチューがお気に入り。

## 人物
13歳の頃に両親を交通事故で亡くしている。
初登場時は女子高生であり、一歩のジム帰りのパン屋でバイトしていたことから、一歩と知り合うようになる。しかし、宮田と間柴の試合で間柴が反則行為をしたことを一歩から語られた際に、間柴の妹であることを一歩に言って、気まずくなってしまう。後にバイトを辞めて看護師となった。
兄がやっている危険なボクシングが好きになれないでいたが、一歩と間柴の試合以降から徐々に理解を示し始める。パン屋のバイトを辞めて一歩の前から姿を消すが、後にヴォルグ戦の怪我で入院した一歩の前に看護師として再び姿を現す。看護師になったのは試合のたびに怪我をして帰ってくる兄を心配してのことだが、最近はもっぱらミドルレンジで勝負する兄よりも、インファイターゆえ必然的に毎回少なからぬダメージを受ける一歩の心配をすることの方が多くなっている。一歩の引退後、一歩を元ボクサーとしてではなく人間として扱っている数少ない人物である。
一歩との出会いがきっかけでボクシングへの抵抗感は大分和らいでいるが、危ないから出来れば辞めてほしいという基本的な気持は連載が長期化してからも変わらない。同じボクサーの妹という立場にいる板垣菜々子が何の迷いもなく兄の板垣学を応援できることを羨ましく思ったり、怪我より勝敗にこだわる男達の情熱を今ひとつ理解しきれないような描写がある。また間柴・沢村戦のショッキングな展開に、観戦の帰り際「やっぱりボクシングは好きになれない」と一歩に言い残した。挙げ句の果てには一歩や兄を含めたボクサー達の暴走や一歩がパンチドランカーを発症してもなお彼にボクシングをやらせようとする篠田や飯村らの無神経さが原因で、一歩からボクシングにまつわる話題を排除しようとするなどボクシング及び一歩との対戦を狙う彼自身を除いたボクサー達や彼をボクサーとしか見なさないボクシングファン達への嫌悪感は決定的なものになった。
青木勝が幹事をした看護師とボクサーの合コンで一歩に家まで送ってもらい、一歩を自分の家に入れている。その後もデートに誘ったり誘われたりして、一歩に惹かれるようになっている。一歩とは両想いで、遂に久美本人は一歩に対して「面倒を見る覚悟がある」とプロポーズ同然の言葉を掛けている。だが一歩の内気な性格や鈍感さもあってなかなか進展していない。そもそも正式には告白していないため、お互いを恋人同士と言い切ることができておらず、久美本人は一歩との関係を「友達とも知り合いともつかない」と自問自答している。その隙を菜々子や飯村真理にいいように押しきられてしまう事も多い。特にあからさまにアタックをかけている菜々子には手を焼いているようで、姿が見えないと見るや板垣に所在を確認するほど毎回気が気でないらしい。また、宮田に嫉妬しているところもある。
千堂や板垣に好意を持たれているが、当の本人は一歩一筋であり彼らをあまり相手にしていない。また、一歩と出会うまでは兄の妨害のせいで失恋したことを一歩との初めてのデートの最中に語ったこともある。兄とロザリオの試合前に実は兄のせいで小さい頃から男友達が一人もできなかったことが発覚した。
肝心の一歩との仲であるが一時、キスをするチャンスまで行くも場所が河川敷の芝生の坂であったために段ボールの芝ゾリで滑り落ち「チュー（キス）する寸前に滑り落ちたのは世界中で私だけ」と一時「滑る」と言う言葉がトラウマになった事もあり、兄と板垣学の試合時に菜々子から「滑る」のキーワードを発した場合、とんでもない行動に出る場面があった。死神と恐れられた兄に対しては皿を投げつけたりオペ中の執刀医に対してメスを突き刺すなど看護師としての職務を逸脱した行動に走ってしまう時期もあった。一歩と相思相愛であるのは間違いないが、当の一歩はキスする寸前まで行けた事に満足しており、苦しんでいる久美との心情とはかなりズレている。その一歩とのズレの影響で年々久美の行動がより過激になりエスカレートしていき、間柴も驚愕の表情を浮かべて困惑の色を隠せないでいる。
兄が他人（実は板垣）と服を買いに行くと知って慌てて一歩を呼び出し一緒に尾行するなど、根本的なところは兄とそっくりである。癇癪を起こすと物を投げつけてきたりする為、兄である間柴も思わず気を使ってしまう時がある。また間柴と千堂が乱闘になりかけたのを一喝して鎮めたこともあり、その際には「さすが間柴の妹」と評されている。また、東邦ジム会長の命令で兄のお目付け役兼尻拭い係に任命されていることも明らかになっている。
一歩のことを好いているが、間柴とロザリオの試合で兄が瀕死の状態になっているにもかかわらず間柴コールをしたこと、兄が重体になってもなお、ボクシングのことばかり考える一歩に絶望し、彼との亀裂が完全に入ってしまう。
上述の通り一歩以外のボクサー達のことを嫌っており、一歩が傷だらけになった犯人を鷹村（バーで乱闘を行い、自身をも巻き込んだため）と推測して「あんちくしょう!」と悪態をつき、伊達のことは自身を「戦力外」と馬鹿にしたことから心の中で「クソ親父」と悪態をついている。
本人に自覚はないが、彼女が一歩の試合を観戦した時は一歩が勝利する傾向がある。
一歩の弟子となった青木泰平と金田欽太郎をこき使っており、彼らからは「姐さん」と呼ばれ恐れられている。

## 演じた人物
- 小林沙苗 - テレビアニメ第1期、PS3版、アプリゲーム『FIGHTING SOULS』[8]
- 平田裕香 - テレビアニメ第2期
- 林沙織 - テレビアニメ第3期
- 未来 – 舞台